# Време је за авантуру
Време је за авантуру (енгл. Adventure Time) је америчка анимирана серија коју је направио Пендлтон Ворд за Cartoon Network. 
Цртана серија је уражена по краткој серији која се емитовала 2007. године на Nicktoons-у. Након што је кратка серија постала вирална, Cartoon Network је наручио целу серију, чија је реклама била 11. марта 2010. а премијерно емитовање одржало се 5. априла 2010. године.
Инспирацују за цртане ликове дало је више извора, у које спада игра Лагуми и змајеви као и друге игре. Продуцирана је као руком нацртана серија, са акцијом и дијалозима као и ликовима са својим причама. Свакој епизоди је потребно осам до девет месеци да се направи, и зато се истовремено ради на више епизода. Глумци који дају гласове, раде то истовремено у студију, а такође су веома често присутни гласови других познатих личности као гостујуће улоге. 
Свака епизода траје око 11 минута, и зато се обично емитује три епизоде које трају око пола сата. Осам сезона се емитовало, и девета, уједно и последња сезона, почела је са емитовањем 21. априла 2017. и емитовање је најављено да ће трајати до 2018. године. Од октобра 2015. године ради се на дугометражном филму. Четири специјала, колективно названа Време је за авантуру: Далеке земље, објављене су на HBO Max-у.
Време је за авантуру је била веома успешна серија за Cartoon Network, и чак су неке епизоде имале више од 3 милиона прегледа током премијерног емитовања. Иако је серија направљена за млађе узрасте, успела је да придобије много тинејџерских и старијих фанова. Серија је добила позитивне критике од критичара и освојила 6 Еми награда, једну Пибоди награду, 3 Ени награде, 2 награде за Британскох дечијег Оскара, и друге. 

## Радња
Серија прати авантуре дечака Фина и његовог усвојеног брата и најбољег пријатеља Џејка, који је пас са магичним моћима и који може да се претвори у који год облик жели. 
Фин и Џејк живе у пост-апокалипстичкој Земљи од Оуу, где се боре против различитих чудовишта и непријатеља попут Леденог краља или Линча. Фин и Џејк живе у кући на дрвету која се налази у близини краљевства слаткиша, где влада Принцеза Жвакаћа (енгл. Princess Bubblegum). 
Фин се зарекао да ће свима помоћи и бити храбар херој. Земљи од Оуу је испуњен многим краљевствима и ликовима. Фину и Џејку помажу робот БМО, вампирска принцеза Марцелине, принцеза Квргавог краљевства, древни херој Билли, Минт Лацкеи, Лади Раинбовхорн, Финнова вољена принцеза Фире и многи други ликови. 